# Новомиколаївка (Маловисківська міська громада)
Новомикола́ївка — село в Україні, у Маловисківській міській громаді Новоукраїнського району Кіровоградської області. Населення становить 41 особу.

## Населення
Згідно з переписом УРСР 1989 року чисельність наявного населення села становила 68 осіб, з яких 26 чоловіків та 42 жінки.
За переписом населення України 2001 року в селі мешкала 41 особа.

### Мова
Розподіл населення за рідною мовою за даними перепису 2001 року:
| Мова       | Відсоток |
| ---------- | -------- |
| українська | 70,73 %  |
| молдовська | 17,07 %  |
| білоруська | 9,76 %   |
| угорська   | 2,44 %   |